# Tarpon
Tarpon (Megalops) je jediný rod čeledi tarponovití (Megalopidae), paprskoploutvých ryb z řádu tarponi. Tvoří ho dva druhy: tarpon atlantský (Megalops atlanticus) se vyskytuje u pobřeží západní Afriky a v Americe od Virginie po Brazílii, tarpon indický (Megalops cyprinoides) žije u břehů jižní a východní Asie i v Oceánii.

## Popis
Tarponi patří k vývojově starobylým rybám, což se projevuje např. přítomností některých kostí lebky, které jsou u jiných kostnatých ryb redukovány. Mají protáhlé tělo stříbrné barvy, která na hřbetě přechází do modré, s velkými lesklými šupinami. Charakteristickými znaky jsou velké oči (odtud vědecký název Megalops, řecky velké oko) a protáhlá spodní čelist dosahují před horní čelist. Jejich plynový měchýř je v kontaktu s lebkou, což je mezi elopomorfními rybami výjimečné. Největší jedinci tarpona atlantského mohou dosáhnout délky přes dva metry a vážit více než 100 kg, tarpon indický je menší, maximálně metr dlouhý. Larvy tarponů jsou průsvitné, čímž připomínají leptocefalové larvy dalších zástupců skupiny Elopomorpha, ale mají na rozdíl od nich vidlicovitou ocasní ploutev.

## Způsob života
Vyhledávají teplé, mělké a kalné vody, žijí při mořském pobřeží nebo v ústích řek. Protože je toto prostředí chudé na kyslík, často se vynořují na hladinu a dýchají atmosférický kyslík. Jsou draví, loví převážně v noci. Dožívají se více než padesáti let.

## Význam pro člověka
Tarpon je pro svou sílu a bojovnost vyhledávanou sportovní rybou. Údajně na jednoho chyceného tarpona připadá pět až šest, kterým se podařilo z udice uniknout. Jeho maso obsahuje mnoho kostí, proto se převážně praktikuje metoda chyť a pusť.